# Anthomyiopsis nigra
Anthomyiopsis nigra là một loài ruồi trong họ Tachinidae.